# Pirat farkasfalka
A Pirat farkasfalka a Kriegsmarine tengeralattjárókból álló második világháborús támadóegysége volt, amely összehangoltan tevékenykedett 1942. július 29. és 1942. augusztus 3. között az Atlanti-óceán északi részén, az Izlandtól délnyugatra kezdődő és Új-Fundlandtól délkeletig húzódó sávban. A Pirat (Kalóz) farkasfalka 13 búvárhajóból állt. A falka egy hajót süllyesztett el, kettőt megrongált. A hajók összesített vízkiszorítása 27 213 brt volt. A tengeralattjárók közül egy elsüllyedt.
1942. július 31-én az Atlanti-óceán északi részén, Új-Fundlandtól keletre két kanadai hadihajó, az HMCS Wetakiwin korvett és az HMCS Skeena romboló rátámadt az U–588-ra, és mélységi bombákkal megsemmisítette. A teljes legénység, 46 tengerész odaveszett.

## A farkasfalka tengeralattjárói
| A hajó száma | Parancsnoka                | Részvétel kezdete | Részvétel vége     |
| ------------ | -------------------------- | ----------------- | ------------------ |
| U–43         | Hans-Joachim Schwantke     | 1942. július 31.  | 1942. augusztus 3. |
| U–71         | Hardo Rodler von Roithberg | 1942. július 31.  | 1942. augusztus 3. |
| U–164        | Otto Fechner               | 1942. július 29.  | 1942. augusztus 1. |
| U–210        | Rudolf Lemcke              | 1942. július 29.  | 1942. augusztus 3. |
| U–217        | Kurt Reichenbach-Klinke    | 1942. július 30.  | 1942. augusztus 3. |
| U–454        | Burckhard Hackländer       | 1942. július 30.  | 1942. augusztus 3. |
| U–511        | Friedrich Steinhoff        | 1942. július 29.  | 1942. augusztus 3. |
| U–552        | Erich Topp                 | 1942. július 30.  | 1942. augusztus 3. |
| U–553        | Karl Thurmann              | 1942. július 29.  | 1942. augusztus 3. |
| U–588        | Victor Vogel               | 1942. július 29.  | 1942. július 31.   |
| U–597        | Eberhard Bopst             | 1942. július 30.  | 1942. augusztus 3. |
| U–607        | Ernst Mengersen            | 1942. július 30.  | 1942. augusztus 3. |
| U–704        | Horst Wilhelm Kessler      | 1942. július 31.  | 1942. augusztus 3. |

## Elsüllyesztett és megrongált hajók
| Dátum              | A búvárhajó száma | A hajó neve      | Nemzetisége        | Vízkiszorítása | Konvoj |
| ------------------ | ----------------- | ---------------- | ------------------ | -------------- | ------ |
| 1942. augusztus 3. | U–553             | Belgian Soldier* | Belgium            | 7167           | ON–115 |
| 1942. augusztus 3. | U–552             | G. S. Walden*    | Egyesült Királyság | 10 627         | ON–115 |
| 1942. augusztus 3. | U–552             | Lochkatrine      | Egyesült Királyság | 9419           | ON–115 |

* A hajó nem süllyedt el, csak megrongálódott